# Neodiplopeltula intermedia
Neodiplopeltula intermedia is een rondwormensoort uit de familie van de Diplopeltidae. De wetenschappelijke naam van de soort is voor het eerst geldig gepubliceerd in 1954 door Gerlach.